# 協栄産業
協栄産業株式会社（きょうえいさんぎょう）は、日本のエレクトロニクス関連商社。東京都品川区に本社を置く。

## 概要
創業者はH氏賞創設者としても著名なプロレタリア詩人の平澤貞二郎。
「協栄」の社名は、顧客や仕入先と自社が協（とも）に栄えることを願って命名された。
設立当初は金属雑貨や電気器具の製造販売を行っていた。現在は、電子部品、金属材料、産業機器等の販売をはじめとして、ソフトウェアやシステムソリューションの開発、プリント配線板や情報通信機器の製造を手掛けている。
最大の株主は三菱電機で、2024年3月31日現在で18.35%の株式を保有している。また、主力商品の1つである半導体の大半を、三菱電機およびルネサスエレクトロニクス販売から仕入れている。

## 沿革
協栄産業の沿革は以下の通り。
- 1947年10月 - 協栄産業株式会社創立
- 1948年9月 - 三菱電機世田谷工場製品の特約店となる
- 1949年 - 雪ヶ谷工場で金型の製造開始
- 1950年 - 三菱電機大船工場の蛍光灯・電熱器用ニクロム線の取り扱いを開始
- 1951年 - 雪ヶ谷工場で編機部品の製造、組み立てを開始
- 1953年 - スーパースピード編機を発売
- 1957年 - 仙台営業所（現：東北支店）・札幌営業所（現：北海道支店）を開設
- 1960年3月 - 東京都港区に本社新社屋落成・移転
- 1961年3月 - 三菱電機の電子機器の代理店となる
- 1961年 - 雪ヶ谷工場でプリント配線板の生産を開始
- 1962年3月 - 三菱電機の電子計算機の代理店となる
- 1962年7月 - 神奈川県相模原市に相模原工場落成
- 1962年12月 - 東京証券取引所第二部に株式を上場
- 1964年 - 富山営業所（現：北陸営業所）を開設
- 1968年 - 相模原工場にプリント配線板量産工場が完成
- 1969年 - 協栄式昆布乾燥機完成
- 1970年 - 長野出張所（現：長野営業所）、新潟出張所（現：新潟営業所）を開設
- 1970年 - 雪ヶ谷工場を相模原工場に統合
- 1970年 - 相模原工場で穴あけミス検査機を開発
- 1972年3月 - 東京都大田区に情報計算センター（TRCオフィス）を新設
- 1972年 - 相模原工場、CODECAを開発
- 1973年 - 函館出張所（現：協栄マリンテクノロジ函館営業所）を開設
- 1974年 - 大阪営業所（現：大阪支店）、釧路出張所（現：釧路営業所）を開設
- 1977年 - 北関東営業所（現：栃木営業所）を開設
- 1979年5月 - 東京都渋谷区松濤に本社新社屋落成・移転
- 1979年 - IC設計事業を開始
- 1980年 - 群馬営業所を開設
- 1980年 - 相模原工場の第2プリント工場完成
- 1983年3月 - 株式会社協栄システムを設立
- 1983年 - 名古屋営業所（現：名古屋支店）を開設
- 1984年6月 - 福島協栄株式会社を設立
- 1985年 - ICデザインセンター（現：西日本ICデザインセンター）を新設
- 1988年 - 神戸開発センター、シンガポール駐在員事務所開設
- 1989年3月 - KYOEI ELECTRONICS SINGAPORE PTE.LTD. をシンガポールに設立
- 1993年 - 九州営業所を開設
- 1994年 - 神奈川営業所、香港駐在員事務所を開設
- 1994年 - ICデザインセンターを東・西日本分割し、相模原に東日本ICデザインセンターを設立
- 1995年8月 - KYOEI ELECTRONICS HONG KONG LIMITED. を香港に設立
- 1995年 - 相模原工場の第3プリント工場落成
- 1997年9月 - 東京証券取引所第一部に指定替え
- 1998年 - 神戸開発センターを統合し、関西開発センターを開設
- 2002年 - 福山営業所開設（現：協栄マリンテクノロジ（株）福山営業所）
- 2003年5月 - KYOEI ELECTRONICS SHANGHAI CO.,LTD. を中国・上海に設立
- 2005年4月 - フィールドサポート部と電子機器製造部を株式会社協栄システムに事業統合
- 2006年4月 - ラフト事業部門を分社化し、協栄マリンテクノロジ株式会社を新設
- 2008年12月 - LED照明器具等の新会社、サンレッズ株式会社を設立
- 2012年4月 - KYOEI ELECTRONICS AMERICA INC. を米国・ミシガン州に設立
- 2013年10月 - KYOEI ELECTRONICS (THAILAND) CO.,LTD. をタイ・バンコクに設立
- 2018年3月 - サンレッズ株式会社を解散（出資比率51%）
- 2019年7月 - プリント配線板事業を福島協栄株式会社へ承継させ、同社の商号を、協栄サーキットテクノロジ株式会社に変更
- 2021年9月 - 協栄サーキットテクノロジ株式会社相模原工場を閉鎖し、福島工場に集約
- 2022年4月 - 本社を東京都渋谷区から品川区に移転。大田区の情報計算センター（TRCオフィス）を本社へ統合
- 2022年4月 - 東京証券取引所の市場区分見直しにより、第一部からスタンダード市場に移行
- 2024年9月 - 協栄サーキットテクノロジ株式会社を解散[7]

## 国内拠点
協栄産業の国内拠点は以下の通り。

### 支店
- 北海道支店 〒060-0006 北海道札幌市中央区北3条西3-1-44 （ヒューリックスクエア札幌9階）
- 東北支店 〒980-0021 宮城県仙台市青葉区中央2-9-27（プライムスクエア広瀬通2階）
- 名古屋支店 〒460-0022 愛知県名古屋市西区名駅2-27-8（名古屋プライムセントラルタワー14階）

### 営業所
- 日立営業所 〒312-0042 茨城県ひたちなか市東大島1-17-2
- 群馬営業所 〒370-0045 群馬県高崎市東町172-17
- 新潟営業所 〒950-0943 新潟県新潟市中央区女池神明2-3-6
- 大阪営業所[注釈 1] 〒553-0003 大阪府大阪市福島区福島3-14-24（福島阪神ビルディング）

### 分室
- 厚木分室 〒243-0018 神奈川県厚木市中町4-16-18（YAGI BLDG.5階）
- 福岡第一分室 〒819-0164 福岡県福岡市西区今宿1-1-32（竹尾ビル2階）
- 福岡第二分室 〒819-0164 福岡県福岡市西区福重4-18-1（ラピス姪浜101）

### その他の拠点
- 大阪オフィス 〒553-0003 大阪府大阪市福島3-14-24（福島阪神ビルディング）
- 3DPテクニカルセンター 〒252-0146 神奈川県相模原市緑区大山町5-24
- 北伊丹開発センター 〒664-8641 兵庫県伊丹市瑞原4-1（三菱電機株式会社 高周波光デバイス製作所内 NE棟3階）
- 宇都宮開発室 〒321-0942 栃木県宇都宮市峰4-10-1

## 関連企業
協栄産業のグループ企業は、以下の通り。いずれも100%子会社である。
- 株式会社 協栄システム（1983年創立。本社：東京都品川区東品川4-12-6　協栄産業(株)内）[10]
- 協栄マリンテクノロジ株式会社（2006年創立。本社：東京都品川区東品川4-12-6　協栄産業(株)内）[11]
- KYOEI ELECTRONICS SINGAPORE PTE.LTD.（1989年創立。本社：シンガポール）[12]
- KYOEI ELECTRONICS HONG KONG LIMITED.（1994年創立。本社：香港）[13]
- KYOEI ELECTRONICS SHANGHAI CO.,LTD.（2003年創立。本社：上海）[14]
- KYOEI ELECTRONICS (THAILAND) CO.,LTD.（2013年創立。本社：バンコク）[15]